# Young Americans
| 전문가 평가                   | 전문가 평가 |
| 평가 점수                     | 평가 점수   |
| 출처                          | 점수        |
| ----------------------------- | ----------- |
| AllMusic                      | [ 3 ]       |
| Chicago Tribune               | [ 4 ]       |
| Christgau's Record Guide      | B−          |
| Encyclopedia of Popular Music | [ 6 ]       |
| Pitchfork                     | 8.7/10      |
| Q                             | [ 8 ]       |
| Rolling Stone                 | [ 9 ]       |
| The Rolling Stone Album Guide | [ 10 ]      |
| Select                        | 5/5         |
| Uncut                         | [ 12 ]      |

《Young Americans》는 RCA 레코드가 1975년 3월 7일에 발매한 영국의 싱어송라이터 데이비드 보위의 아홉 번째 스튜디오 음반이다. 이 음반은 솔과 알앤비 음악에 대한 그의 관심을 보여주면서 보위의 이전 음반의 글램 록 스타일에서 탈피한 것이다. 보위는 이 음반의 사운드를 "플라스틱 솔"이라고 부르면서, "백색 라임이 쓰고 부르는 무자크 록 시대에 살아남은 민족 음악의 찌그러진 잔해"라고 묘사했다.
초기 녹음 세션은 필라델피아에서 프로듀서 토니 비스콘티와 보위의 가장 빈번한 협력자 중 한 명이 될 기타리스트 카를로스 알로마, 가수 루서 밴드로스를 포함한 다양한 음악가들과 함께 열렸다. 보위는 "현란한 현악기, 슬라이딩 풋 심벌즈 속삭임, 필라델피아 솔의 호화로운 알앤비 리듬"으로 울려 퍼지던 "로컬 댄스 홀"에서 영향력을 끌어냈다. 이후 뉴욕에서는 존 레논의 기여를 포함한 세션이 열렸다.
비록 보위가 흑인 음악 스타일에 노골적으로 관여했던 그 시대 최초의 영국 팝 뮤지션들 중 하나였지만, 이 음반은 미국에서 매우 성공적이었다. 음반 자체는 빌보드 200 차트에서 10위 안에 들었으며, 같은 해에 〈Fame〉이라는 곡이 발매된 음반에서 1위를 기록했다. 그 음반은 평론가들로부터 대체로 호평을 받았다.

## 재발행
이 음반은 1984년 RCA에 의해 CD로 처음 발매되었고, 1991년 라이코디스크/EMI에 의해 3개의 보너스 트랙으로 발매되었다. EMI에 의한 1999년 릴리즈에서는 24비트 디지털로 리마스터된 사운드와 추가 트랙이 없었다. "스페셜 에디션"으로 판매되는 2007년 재발행에는 음반의 5.1개의 서라운드 사운드 믹스와 딕 코벳 TV 쇼의 비디오 영상이 포함된 DVD가 포함되어 있었다. 2016년에 이 음반은 《Who Can I Be Now? (1974-1976)》 박스 세트를 위해 리마스터드되었으며, 이 세트에는 《The Gouster》라는 제목의 이전 음반의 더 생동감 넘치는 초안이 포함되어 있다. CD, 바이닐, 디지털 형식으로 발매되었으며, 이 편찬의 일부로서도 별도로 발매되었다.
1991년과 2007년 재발행은 보너스 트랙으로 〈Who Can I Be Now?〉, 〈John, I'm Only Dancing (Again)〉, 〈I's Gonna Be Me〉가 수록되었으며, 후자는 2007년 판의 현악과 함께 얼터너티브 버전으로 발매되었다.

## 곡 목록
모든 곡들은 특별한 언급이 없는 한 데이비드 보위에 의해 작사/작곡하였다.
| #  | 제목                | 작사·작곡           | 재생 시간 |
| -- | ------------------- | ------------------- | --------- |
| 1. | 〈Young Americans〉 |                     | 5:11      |
| 2. | 〈Win〉             |                     | 4:44      |
| 3. | 〈Fascination〉     | 보위, 루서 밴드로스 | 5:45      |
| 4. | 〈Right〉           |                     | 4:15      |

| #  | 제목                           | 작사·작곡                   | 재생 시간 |
| -- | ------------------------------ | --------------------------- | --------- |
| 1. | 〈Somebody Up There Likes Me〉 |                             | 6:36      |
| 2. | 〈Across the Universe〉        | 존 레논, 폴 매카트니        | 4:29      |
| 3. | 〈Can You Hear Me?〉           |                             | 5:03      |
| 4. | 〈Fame〉                       | 보위, 카를로스 알로마, 레논 | 4:16      |

## 인증
| 국가                                                            | 인증 | 판매량/출하량 |
| --------------------------------------------------------------- | ---- | ------------- |
| 캐나다 (뮤직 캐나다)                                            | 골드 | 50,000^       |
| 영국 (BPI)                                                      | 골드 | 100,000       |
| 미국 (RIAA)                                                     | 골드 | 500,000^      |
| 요약                                                            |      |               |
| 전 세계                                                         | —    | 3,300,000     |
| ^출하량을 기반으로 한 인증 · 판매량+스트리밍을 기반으로 한 인증 |      |               |